# Dơi lá muỗi
Dơi lá muỗi  (danh pháp khoa học: Rhinolophus pusillus) là một loài động vật có vú trong họ Dơi lá mũi, bộ Dơi. Loài này được Temminck mô tả năm 1834.